# Draisine (Laufmaschine)

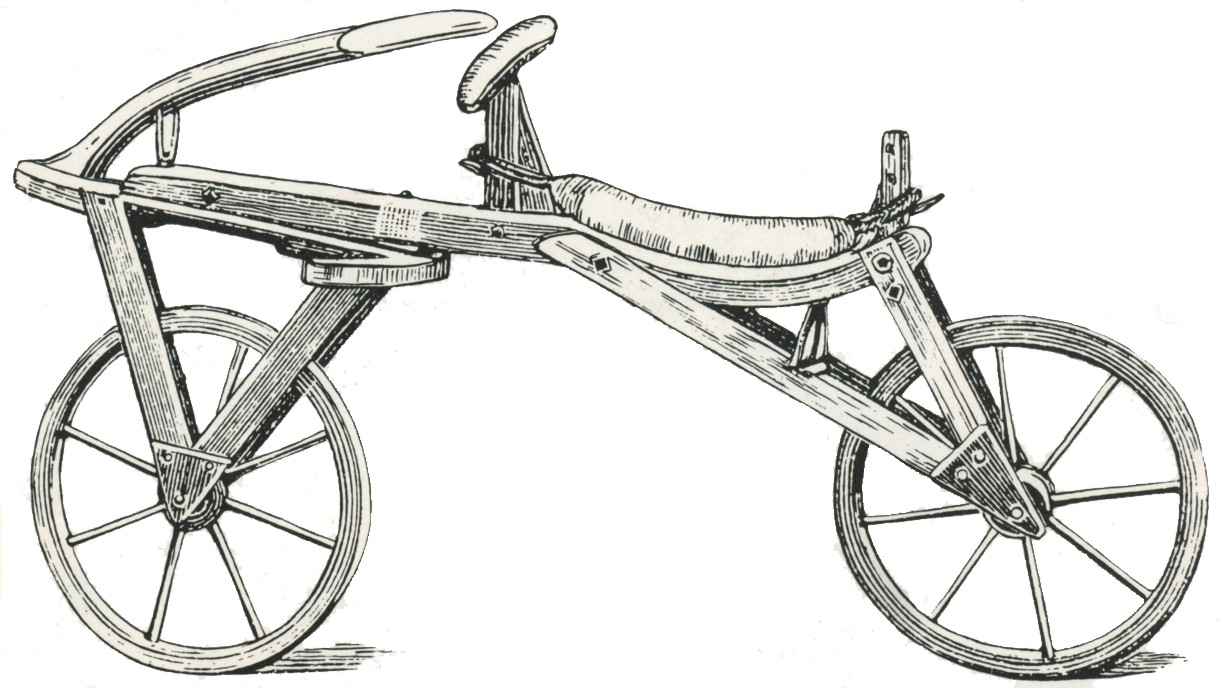
Laufmaschine aus Drais’ Nachlass, vor 1851 (Karlsruher Exemplar)

Die Draisine oder Laufmaschine (so die auch vom Erfinder gebrauchte Bezeichnung) ist ein einspuriges, von Menschenkraft betriebenes Fahrzeug ohne Pedale, das als Urform des heutigen Fahrrads gilt. Sie wurde von dem badischen Erfinder Karl von Drais 1817 vorgestellt und 1818 zum Patent angemeldet (badisches Privileg vom 12. Januar 1818 und französisches Brevet vom 17. Februar 1818). Der angebliche Vorgänger Célérifère aus dem 18. Jahrhundert war tatsächlich eine französische Geschichtsfälschung von 1891, um die Erfindung einem Franzosen zuzuschreiben. Die angeblich von Michael Caßler 1761 gebaute Laufmaschine befindet sich im Deutschen Museum und ist wahrscheinlich Mechanikus Hoffmann 1817 in Leipzig zuzuordnen.

## Geschichte und Technik

### Drais’ Wagen ohne Pferde (1813)
Drais hatte bereits am 27. Oktober 1813 ein Patent auf einen vierrädrigen Wagen ohne Pferde beantragt, der mit einer Kurbelwelle bewegt wurde, und führte ein solches Fahrzeug Anfang Dezember 1813 in Karlsruhe vor, anlässlich eines Besuches von Zar Alexander I. bei Markgräfin Amalie von Hessen-Darmstadt. Der Zar soll dabei „C’est bien ingénieux“ (dt. „Sehr genial“) ausgerufen und einen Diamantring an Drais überreicht haben. Johann Gottfried Tulla und Friedrich Weinbrenner wurden von Großherzog Karl Ludwig beauftragt, ein Gutachten über die Nützlichkeit der Maschine zu erstellen, die diese in ihrem Schreiben vom 17. Dezember 1813 jedoch nicht erkennen konnten. Auch die Vorführung des vierrädrigen Gefährts zum Wiener Kongress brachte Drais keinen Erfolg.

### Drais’ einspurige Laufmaschine (1817)

Badwochenblatt der Stadt Baden-Baden vom 29. Juli 1817, Bericht über die ersten beiden Fahrten mit der Draisine

Karl von Drais entwickelte bis zum Sommer 1817 eine einspurige Version und unternahm mit der vom Mannheimer Stellmacher Frey gebauten Maschine die erste längere Fahrt am 12. Juni 1817 von seinem Wohnhaus in Mannheim auf der gut ausgebauten „Chaussee“ zum Schwetzinger Relaishaus im heutigen Mannheimer Stadtteil Rheinau. „Für vier Poststunden Weg benötigte er eine Stunde“. „Ohne große Anstrengung dreizehn bis fünfzehn Kilometer pro Stunde, das war eine Sensation“. In ebenem Gelände war mit der Draisine eine rasche Fortbewegung möglich.

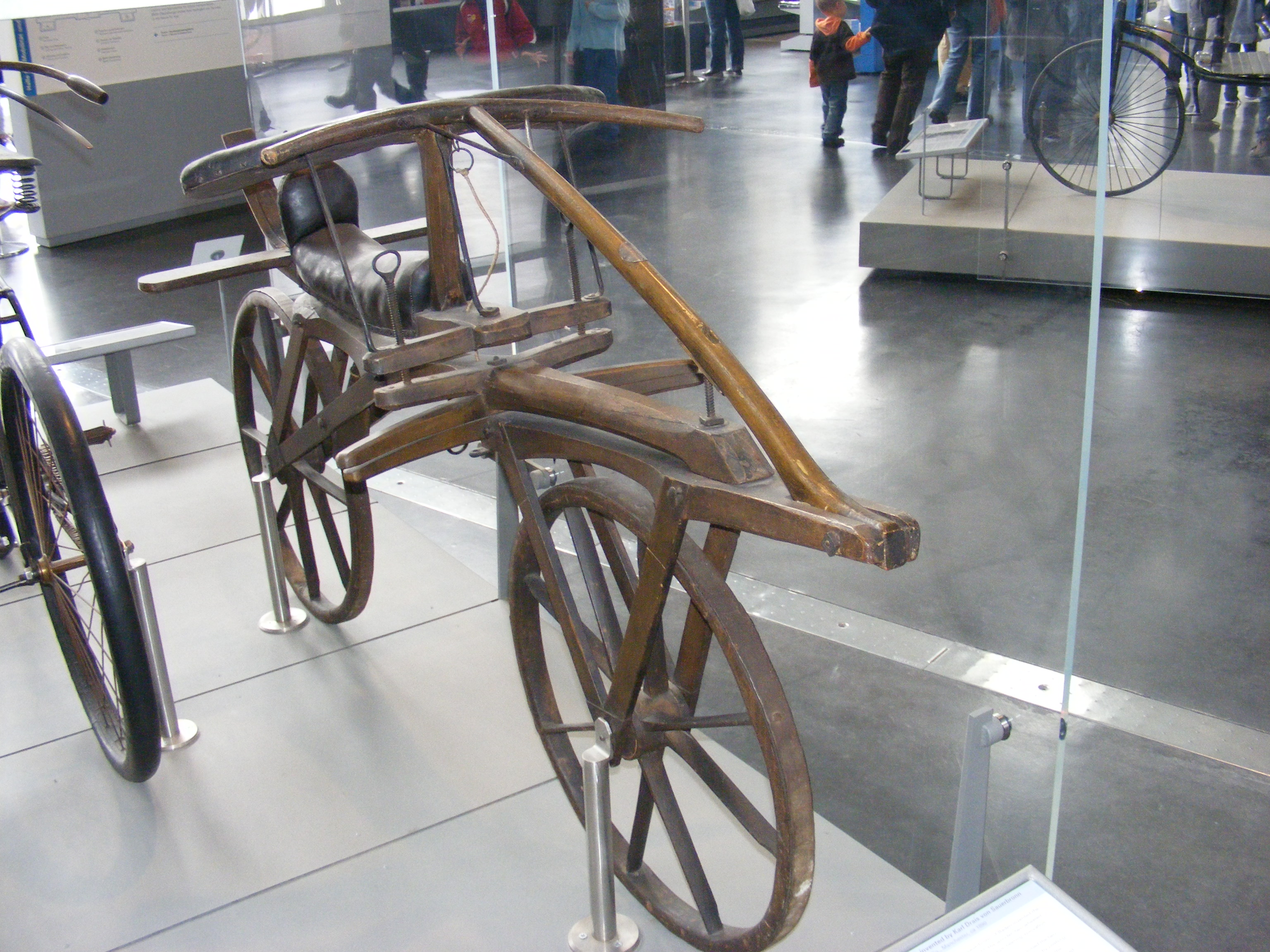
Original, Besteller: Graf Reuttner von Weyl (1817)
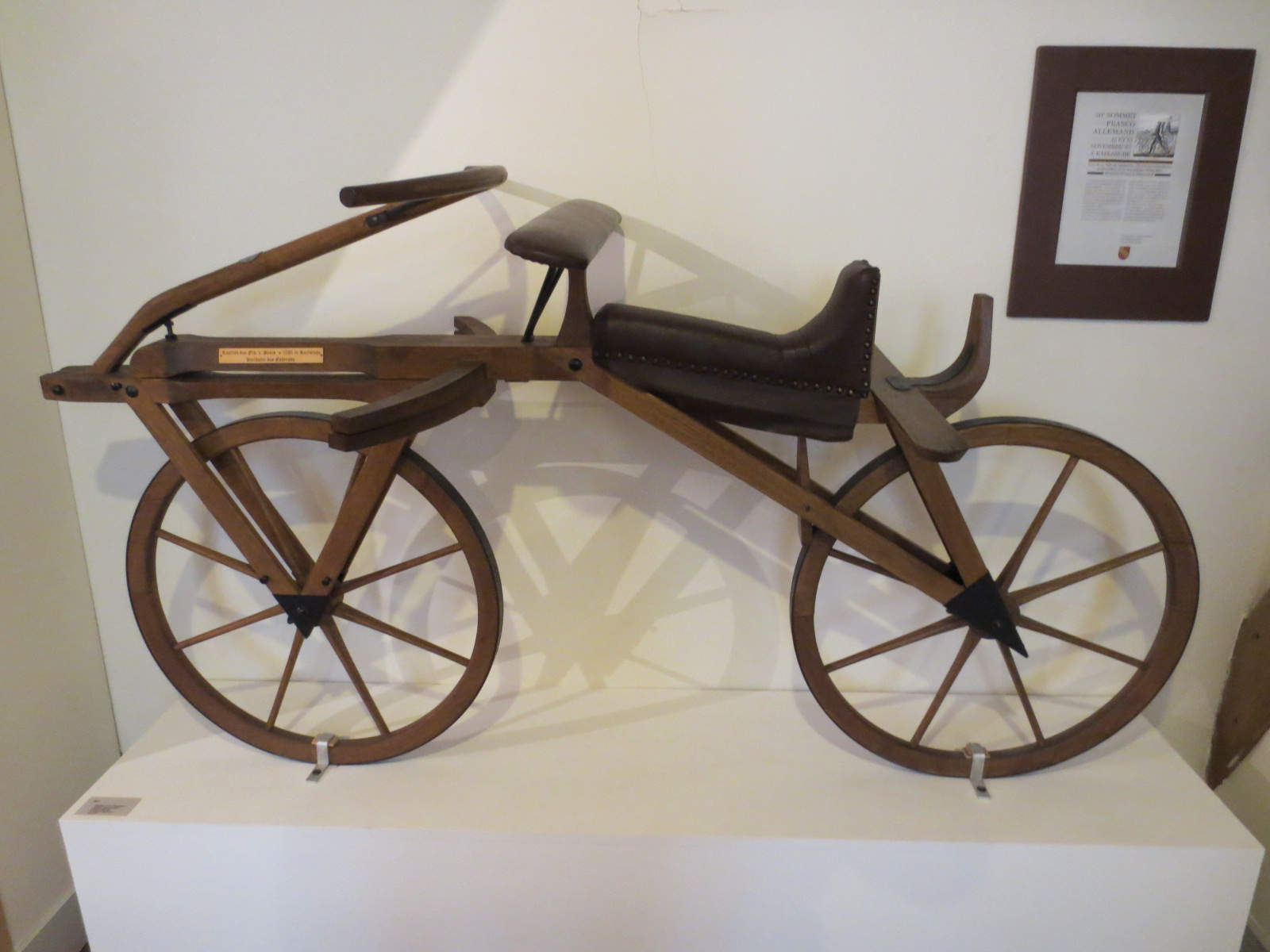
Nachbau ähnlich 1817
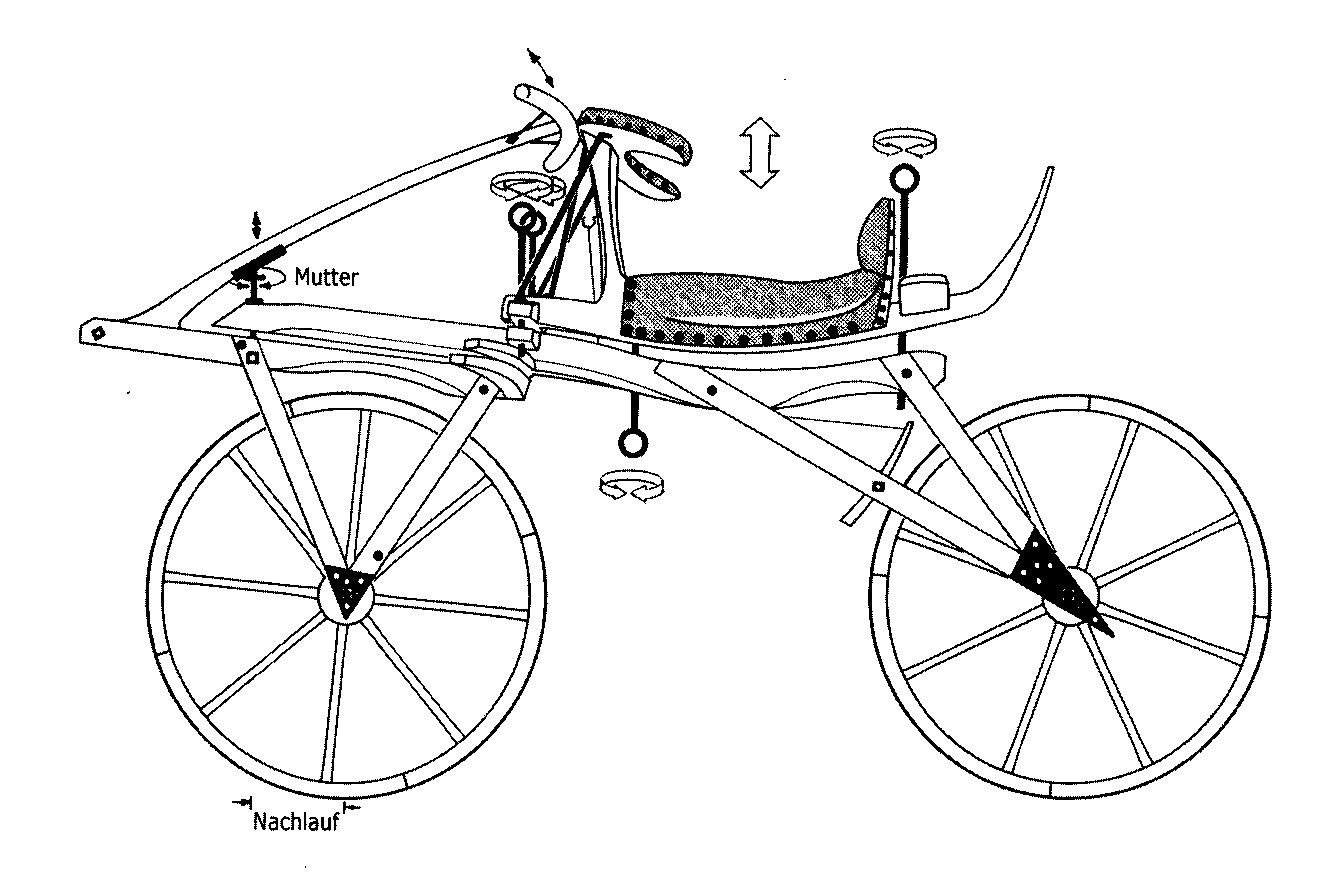
Höhenverstellbare Draisine von 1818 wie Reuttners
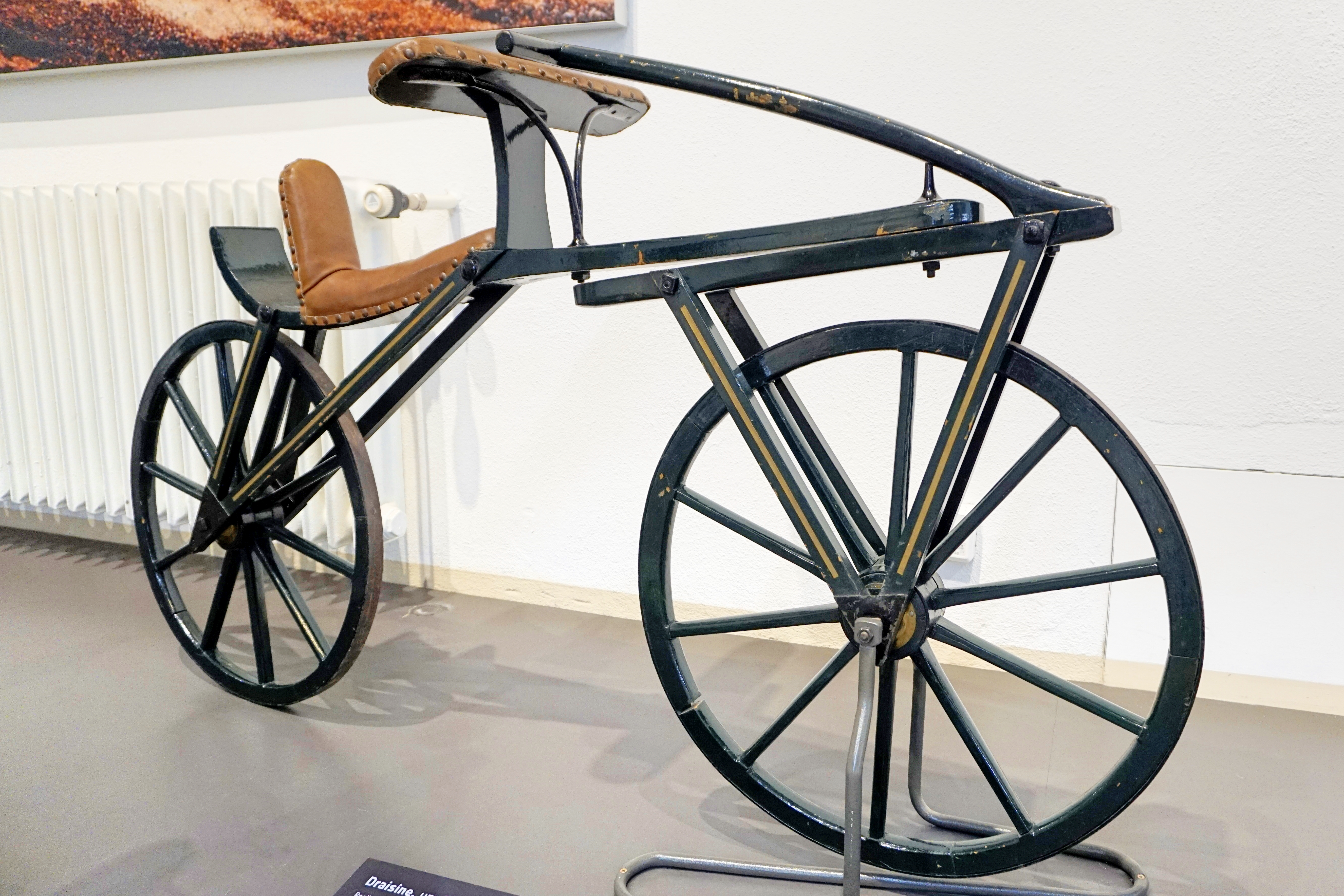
Nachbau ähnlich 1817
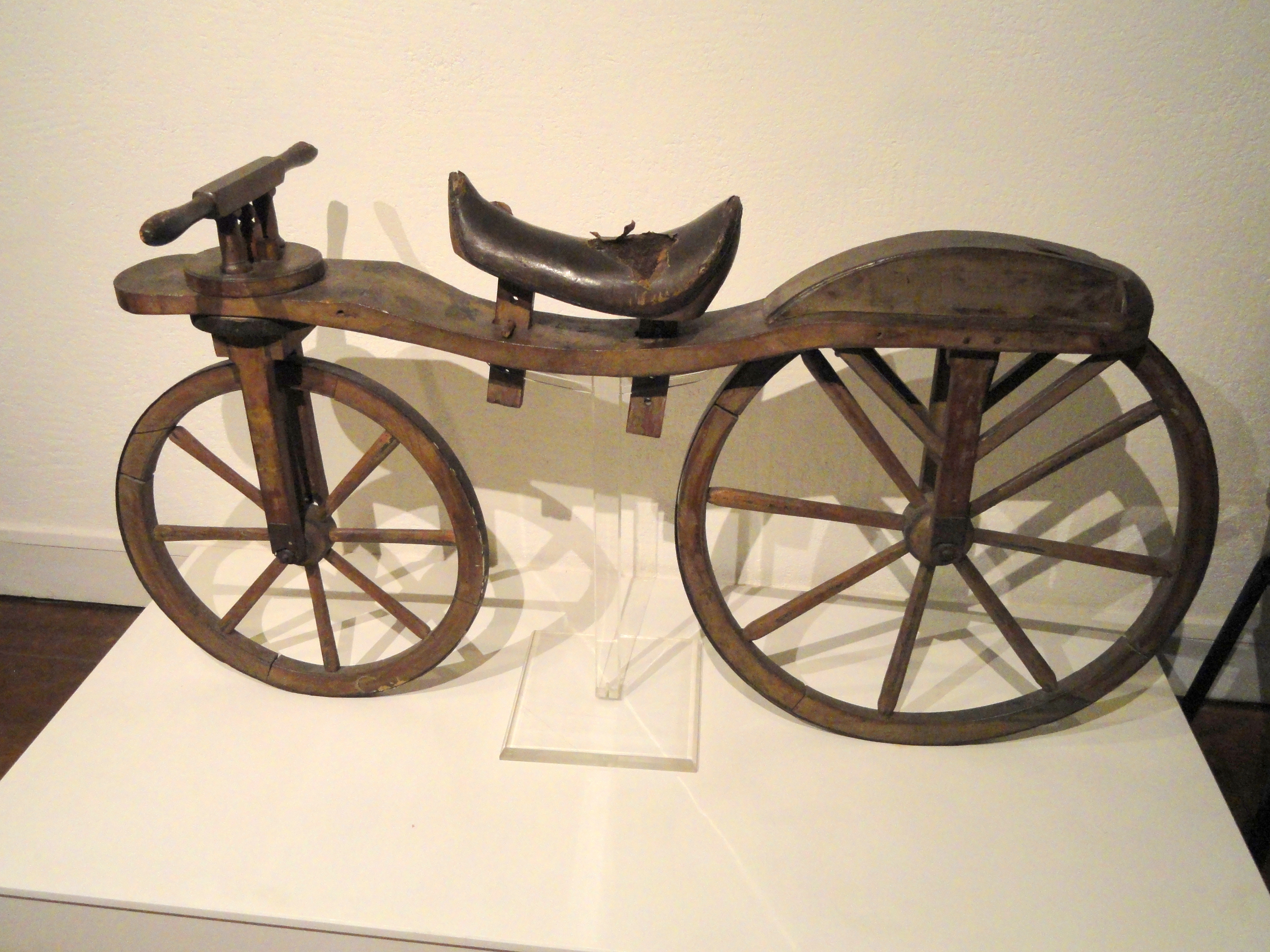
Französische Variante von 1818
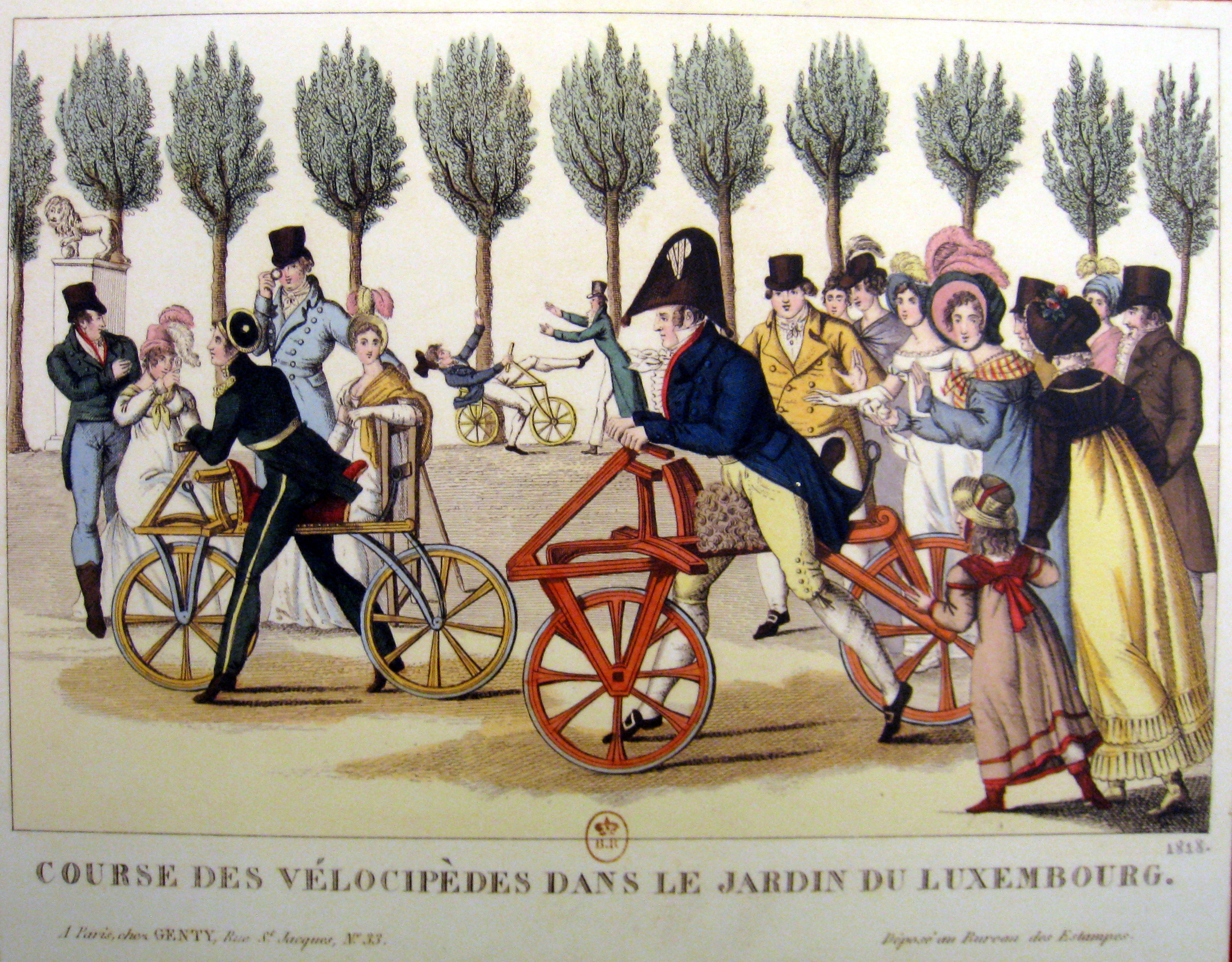
Öffentliche Vorführung im Jardin du Luxembourg (5. April 1818)
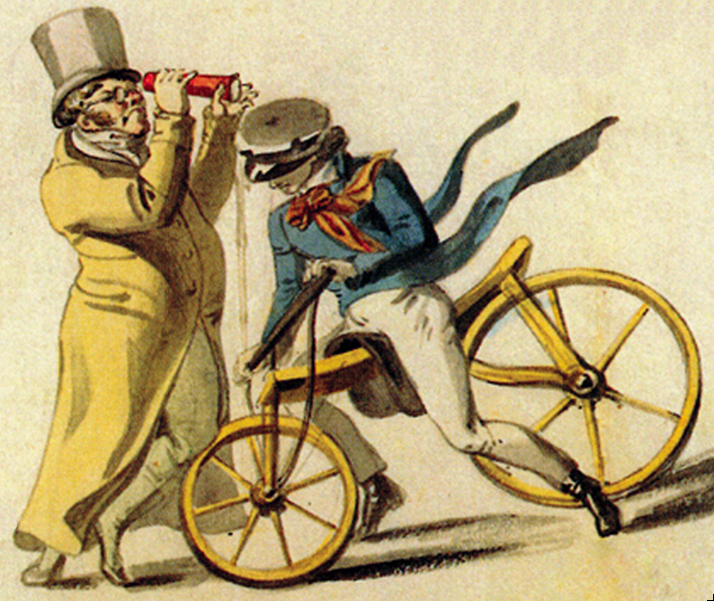
Österreichische Variante von 1818 (Karikatur von Leopold Kupelwieser mit ihm selbst und Franz Schubert;[6] Lenkung falsch dargestellt)
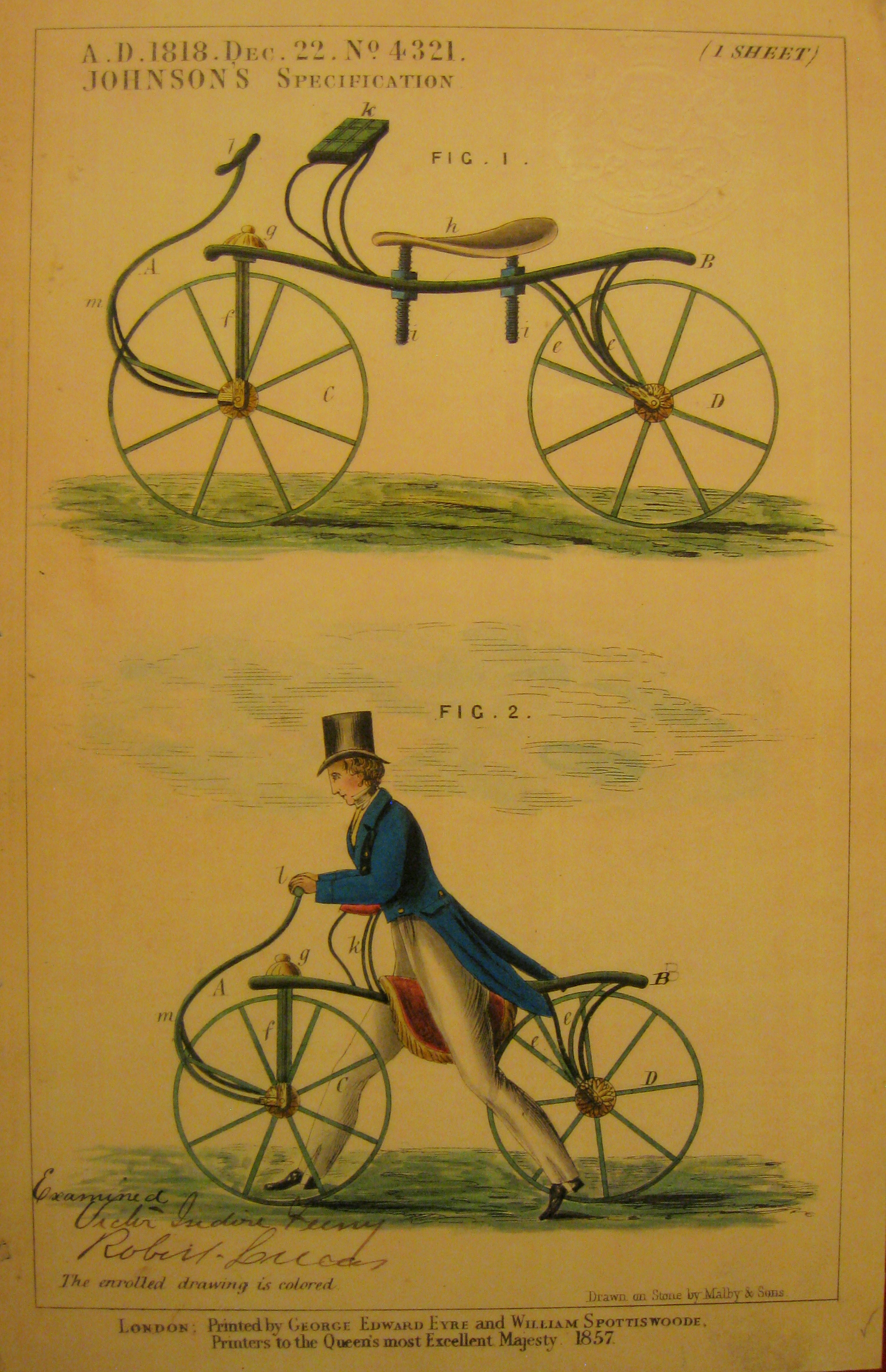
Britisches Patent für Johnson (1818)
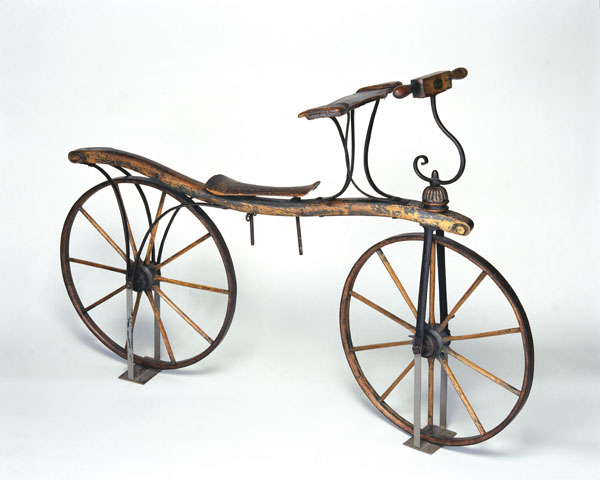
Johnson-Velocipede (1819)
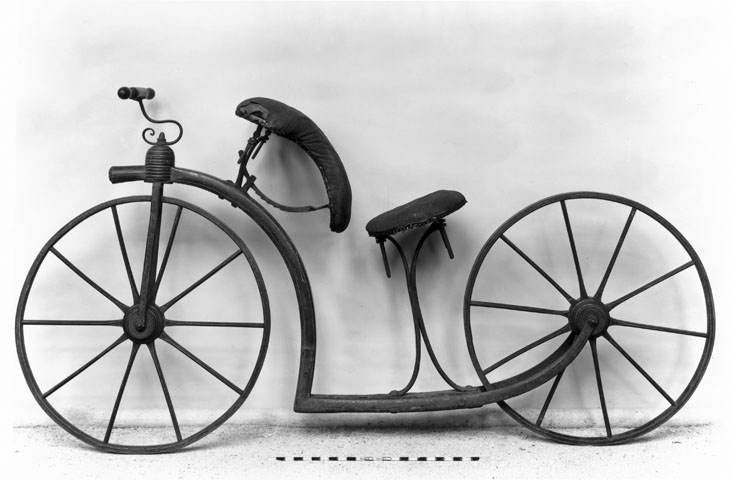
Johnson-Velocipede für Frauen (1819)
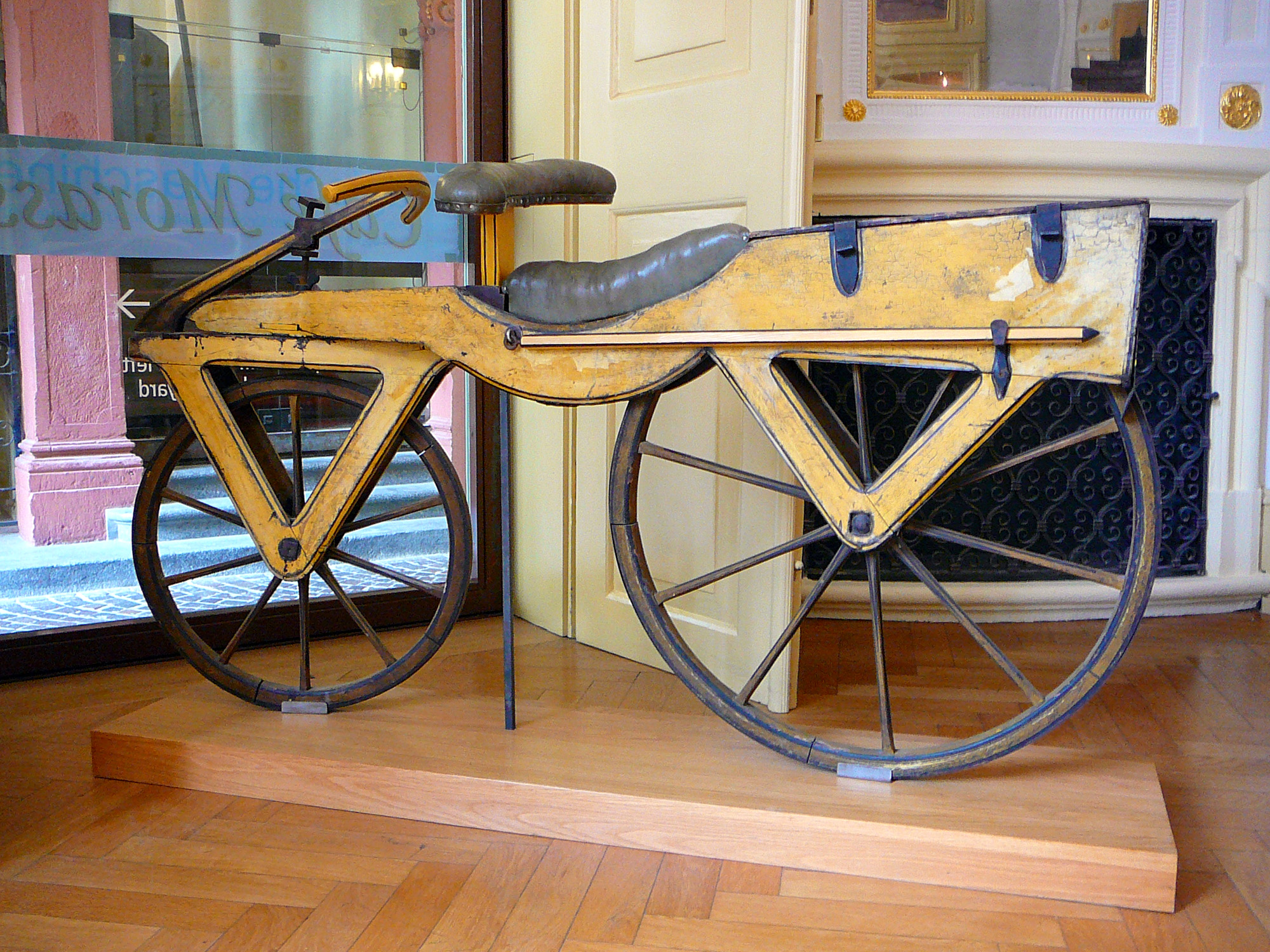
Heidelberg-Variante der 1820er Jahre

Die Prachtdraisine von Johann von Österreich wird Anton Burg in Wien als Hersteller zugeschrieben und gehört heute dem Universalmuseum Joanneum in Graz. Der Rahmen stellt eine Seeschlange dar, Lenkhebel und Gabel aus Eisen sind vergoldet. Sie wurde 2012 restauriert.

### Technik
Zwischen zwei hintereinander stehenden Wagenrädern sind ein Sattel als Sitz und ein gepolstertes Brettchen („Balancierbrett“) zum Aufstützen der Unterarme angebracht. Hinter dem „gepolsterten Reitsitz liegt ein Brettchen quer, um eine Reisetasche mit Riemen zu befestigen.“
Die Hände liegen auf dem Lenker des Vorderrades. Durch abwechselndes Abstoßen der Füße auf dem Erdboden wird das Fahrzeug fortbewegt. An die Schuhspitzen schraubte man eiserne Schutzkappen. Das Hinterrad ist fest im Rahmen gelagert, während das Vorderrad in seiner Achse als Ganzes um einen senkrecht stehenden Gewindebolzen drehbar ist. Das ist das schon von Kutschen bekannte Prinzip der Drehschemellenkung. Dadurch wurde die Laufmaschine erst fahrbar, im Gegensatz zu allfälligen früheren Laufrädern mit starr gelagertem Vorderrad. Die Lenkachse befand sich etwa 15 cm vor der Vorderradachse. Dadurch bekam das Vorderrad Nachlauf und die Laufmaschine im Prinzip dynamische Stabilität wie beim modernen Fahrrad. Mit einer Schleifbremse konnte das Hinterrad gebremst werden. Drais’ Originalversion aus Eschenholz wog mit weniger als 50 Pfund nicht viel mehr als ein heutiges Hollandrad.
Drais warb mit einer Broschüre für seine Laufmaschine mit folgenden Eigenschaften:

„1. Berg auf geht die Maschine, auf guten Landstraßen, so schnell, als ein Mensch in starkem Schritt.
 2. Auf der Ebene, selbst sogleich nach einem starken Gewitterregen, wie die Staffetten der Posten, in einer Stunde 2 [Poststunden Weg]
3. Auf der Ebene, bei trockenen Fußwegen, wie ein Pferd im Galopp, in einer Stunde gegen 4 [Poststunden Weg]
4. Berg ab, schneller als ein Pferd in Carrière [Rennbahn].“

### Patente und Verkauf (ab 1818)

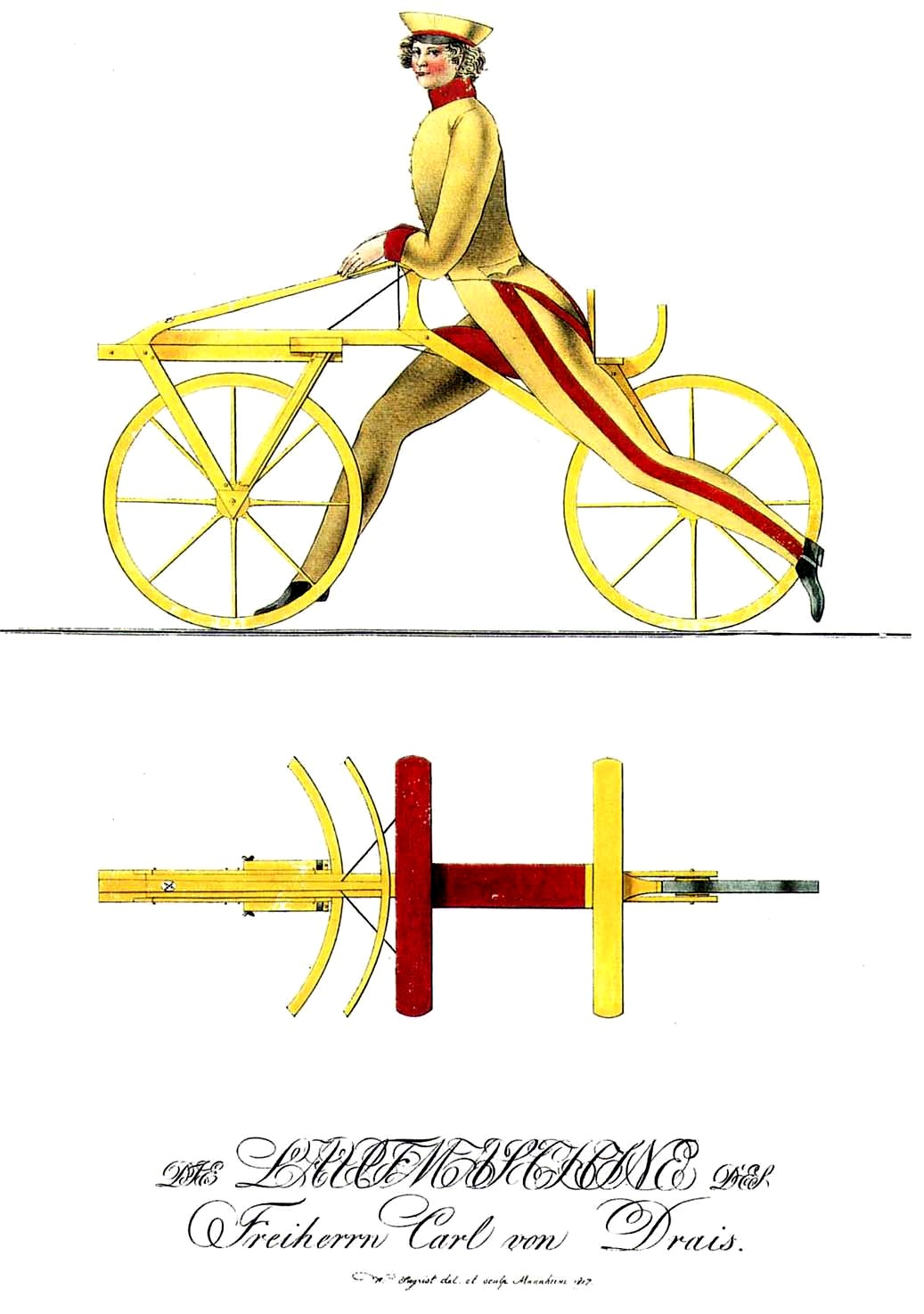
Lithographie aus Drais' Beschreibung von 1817

Drais besorgte die Draisine zu einem Preis von 1 Carolin (44 Gulden) – eine Maschine mit Verstellmöglichkeiten für unterschiedliche Körpergrößen gab es für 50 Gulden – mit einem kleinen Silberplättchen mit seinem Wappen. Der Besitzer erwarb damit das Recht, die Maschine gemäß dem badischen Privileg vom 12. Januar 1818 zu fahren. Drais lieferte Maschinen an den Herzog von Sachsen-Weimar, Herzog von Gotha, Graf von Lindemann in Frankfurt an der Oder, General von Pelet, Graf Strascensky in Prag und Kammerherr Reuttner von Weyl in Aichstetten. Dessen Exemplar wurde von seinem Enkel 1884 dem Germanischen Nationalmuseum in Nürnberg überlassen; heute steht dieses Original als Dauerleihgabe im Deutschen Museum in München.
Das französische Patent erhielt am 17. Februar 1818 Karl Drais (Nr. 896, „vélocipède“), das englische Patent am 22. Dezember 1818 Denis Johnson (Nr. 4321, „Pedestrian Curricle“ oder „Dandy-Horse“) und das amerikanische Patent am 26. Juni 1819 W. K. Clarkson. Die Laufmaschine erhielt in den Zeitungen nach ihrem Erfinder die Bezeichnung „Draisine“, im englischen Sprachraum „Hobby-Horse“. 1819 stellte in England Birch Damen-Draisinen mit niedrigem Durchstieg und eine Maschine für Landbriefträger her und Lewis Gompertz 1821 eine Draisine, die mit einer Handkurbel mit Zahnradsegment bewegt wurde.

### Erfindung in Vergessenheit (nach 1822)
Am 5. Januar 1822 reiste Drais mit Georg Heinrich von Langsdorff nach Brasilien als Landmesser auf dessen Fazenda und verblieb in Brasilien bis zum Juni 1827. In der Zwischenzeit geriet seine Laufmaschine in Vergessenheit. 1833 erwähnt Drais, dass ein gewisser Döring in Karlsruhe Laufmaschinen für Kinder baue. Drais selbst verbesserte seine Maschine mehrfach und fuhr sein Exemplar bis zu seinem Tod. Die nachgelassene Maschine steht heute im Prinz-Max-Palais in Karlsruhe.

### Meile der Innovationen
Die erste Bronzeplatte der „Kurpfälzer Meile der Innovationen“ auf der Mannheimer Bismarckstraße ist der Draisine gewidmet und erinnert so an die Laufmaschine des genialen Erfinders.

### Weiterentwicklung zum Fahrrad (ab 1861)
Im Jahr 1861 tauchte die Draisine in zweckmäßig veränderter Konstruktion wieder auf. Die Franzosen Pierre Michaux und Pierre Lallement (US-Patent 1866) hatten Tretkurbeln am Vorderrad angebracht. Des Weiteren bestand der Rahmen nun aus schmiedbarem Eisenguss und der Sattel war gefedert. Bei der Weltausstellung Paris 1867 wurde diese von den Gebrüdern Olivier finanzierte Produktion Michaux’ weltbekannt. Auseinandersetzungen beendeten die Oliviers gerichtlich und gründeten ihre Fabrik zur Herstellung von Fahrrädern, die Compagnie Parisienne, ancienne maison Michaux & Comp. Die Fahrzeuge hießen Vélocipède bicycle. Es vergingen noch etliche Jahre, bevor die Luftbereifung von John Boyd Dunlop wiedererfunden und die Fahrradkette entwickelt wurde.

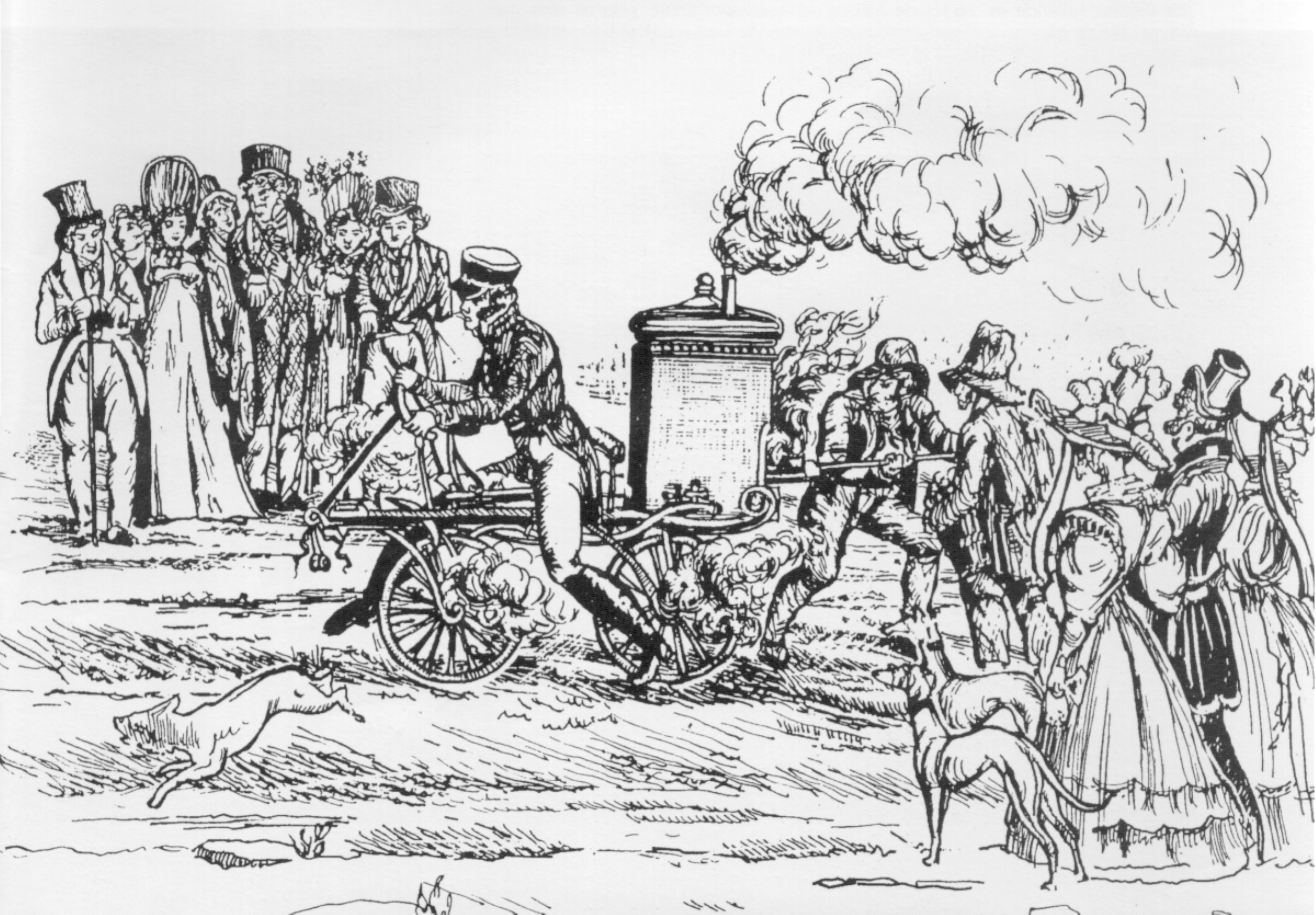
Vélocipèdraisiavaporianna (1818)

### Utopie Motorrad: Vélocipèdraisiavaporianna
Bereits 1818 entwickelte ein unbekannter französischer Künstler die Utopie der dampfgetriebenen Vélocipèdraisiavaporianna, die die Dampfmaschine mit der neu erschienenen Draisine verband. Diese Fantasie war der technischen Realität 50 Jahre voraus: der Entwicklung des Dampfrads und Vorläufer des Motorrads.

## Historischer Zusammenhang der Entwicklung

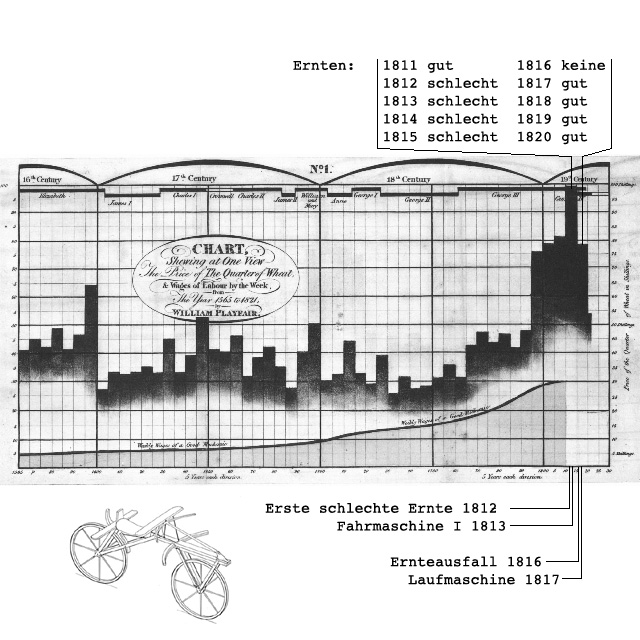
Korrelation von Getreidepreis mit Erfindungen von Drais
(nach Hans-Erhard Lessing)

Nach unterschiedlichen Theorien führten äußere Umstände zur Erfindung der Laufmaschine wie auch zu ihrem Verbot oder verhinderten ihren Erfolg.
Tambora-Hypothese
Nach einer 1996 entwickelten These von Hans-Erhard Lessing war die Entwicklung des Laufrads beeinflusst durch Hungersnot, Futtermangel (Hafer) und Pferdesterben nach der Tambora-Eruption von 1815, einer der größten Naturkatastrophen der Geschichte, die auf der Nordhalbkugel im Sommer 1816 durch Kälte und Dauerregen zu Ernteausfällen führte (Jahr ohne Sommer) und die Getreidepreise steigen ließ.
Drais schrieb 1813 anlässlich seiner gewünschten Patentierung eines vierrädrigen Wagens: In Kriegszeiten, wo die Pferde und ihr Futter oft selten werden, könnte ein solcher Wagen wichtig sein – Muskelkraft statt Zugpferd. Ein badisches Privileg war abgelehnt worden, und Drais wandte sich anderen Erfindungen zu.
Den Zusammenhang zwischen der damals herrschenden Hungersnot, dem Pferdesterben wegen Futtermangel und der Zweiraderfindung durch Drais sieht Lessing als schlüssig an.
Die These wurde 2017 von Jost Pietsch angezweifelt, der fehlerhafte Quellenangaben beanstandete und darauf hinwies, dass die Draisine damals nur als Kuriosität galt und in keiner Weise als Pferdeersatz dienen konnte. Der von Lessing angenommene Zusammenhang zwischen dem Tambora-Ausbruch und der Erfindung von Drais galt zeitweilig als nicht bewiesen.
Boykott
„Diese Laufmaschinen hatten nur wenige Jahre Erfolg, die Obrigkeit verbot alsbald das allein mögliche Fahren auf den Gehwegen, und nach Sands Hinrichtung 1820 mobbten die Burschenschafter den Erfinder und Sohn des Oberhofrichters. Die Erfindung geriet etwas in Vergessenheit. Da die Leute Angst vor dem Balancieren hatten, griffen sie lieber auf mehrspurige Velozipede zurück […]. Etwa 50 Jahre später kamen Rollschuhbahnen auf, die Bevölkerung war nun eher bereit, das Balancieren zu wagen. Nun wurde das Fahrrad vélocipède bicycle genannt, also zweirädriger Schnellfuß.“
1. ↑  Bzgl. „Mobbing“: Drais’ Vater war Richter und hatte den zum Tode verurteilten studentischen, politischen Mörder Karl Ludwig Sand, der bei Burschenschaftern beliebt war, nicht begnadigt. Die Burschenschafter mobbten daraufhin den Sohn und Erfinder Karl von Drais.

Fahrverbote
„Auf Grund weltweiter Fahrverbote erlangte dieses Fortbewegungsmittel, mit dem etwa die dreifache Gehgeschwindigkeit erreicht werden konnte, in der ersten Hälfte des 19. Jahrhunderts keine anhaltende Verbreitung. Die Vorliebe der Draisinenfahrer für komfortable Wegeoberflächen führte in Zeiten, da in Stadtstraßen die Fahrbahnen zerfurcht und schmutzig und nur die Trottoirs eben und sauber waren, alsbald zu Konflikten. Das Fahren auf den Gehwegen wurde in Mannheim schon im Dezember 1817 verboten, in Mailand 1818, in London, New York und sogar Kalkutta 1819.“

## Kinderlaufrad

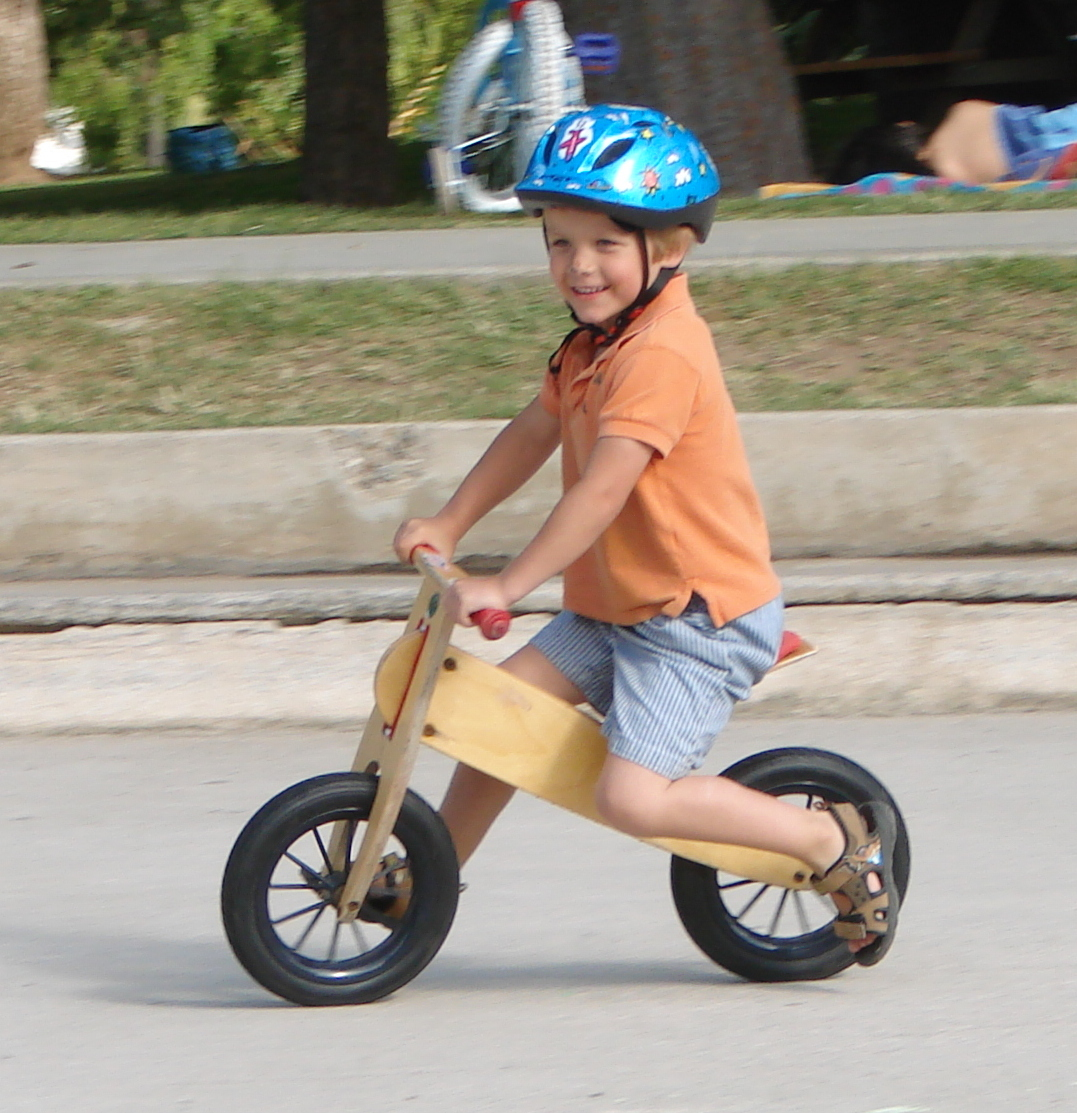
Kinderlaufrad (LIKEaBIKE) aus Holz, Speichenräder

Bereits zu Drais’ Zeiten gab es Kinderlaufmaschinen, die später sogenannten Celeretten. 1860 erschienen erste Kinderdreiräder.
Simple und robuste „Dreiradler“ mit Kurbel am gelenkten Vorderrad, Rahmen aus Eisenstäben und -band geschweißt, Räder aus je zwei gewölbten Blechscheiben plus  Vollgummireifen in der Nut, Radbefestigung hinten mit Beilage und Splint, Sitzbrett aus Hartholz, Eisen/Eisen-Gleitlager, die Öl brauchten, Gummiblockpedale … waren Standard in Österreich um 1950/1960 und nicht umzubringen.
Stehend Balancieren konnten Kinder mit einem Roller lernen oder auf den Pedalen stehend mit einem zum Sitzen zu großen Damenfahrrad. Mutige Kleine stiegen mit einem Bein durch das Dreieck des Diamantrahmens eines Herrenrades und lernten mit schräg gehaltenem Rad zu Pedalieren.
Mitunter lernten Kinder das Balancieren mit einem Roller (mit Luft- oder Vollgummireifen) stehend oder am Kotflügel/Gepäckträger über dem Hinterrad sitzen. Selten hatten Tretroller zusätzlich zum Stehbrett einen Sattel und eine Tretkurbel schräg darunter.
Leichte kleine Kinderzweiräder mit höchstens 20 Zoll Radgröße kamen 1960/1965 als Import aus Italien auf. Kinder erhielten „Stützräder“ an die Hinterachse geschraubt und konnten damit zwar fahren, doch nicht das Balancieren eines Zweirads lernen – außer die Streben zu den Stützrädern verbogen sich oder brachen. Nebeneffekt der Stützräder war, dass das dazwischen in der Mitte liegende Antriebsrad in einer Mulde die Haftung verlieren konnte. Überragte ein Stü(r)zrad die Gehsteigkante, tendierte das Fahrrad dazu, auf die Fahrbahn zu stürzen.
Im 20. Jahrhundert kamen erst um 1985/1990 neue Kinderlaufräder (englisch balance bicycle) für etwa Zwei- bis Sechsjährige auf; diese wurden rasch populär. Der Produktdesigner Rolf Mertens überarbeitete 1997 laut Marc Brost und Wolfgang Uchatius diese gut zum Laufen- und Balancierenlernen gedachten und geeigneten Geräte. Die ersten dieser Kinderlaufräder waren aus Holz, verbreitet sind nun solche mit Rohrrahmen aus Stahl oder Aluminium, seltener werden Rahmen aus glasfaserverstärktem Kunststoff (Spritzguss) angeboten. Insbesondere kleine Felgen sind häufig aus Kunststoff. Es gibt Holzscheibenräder mit harten Vollgummireifen, überwiegend jedoch mit Luftreifen auf Alufelgen. Speichenräder haben ein gewisses Einklemmrisiko, selten werden die Radflanken teilweise von stehenden ausgebuchteten Schutzscheiben abgedeckt. Reifen aus PU-Schaumstoff sind gegenüber Luftreifen etwas schwerer, weisen mehr Rollwiderstand auf, sind jedoch vandalismus- und betriebssicherer als Luftreifen, da sie nicht platt werden können, kein Ventil brauchen und auch nicht nachgepumpt werden müssen.
Neuere Modelle sind mit Handbremse ausgestattet, eine Vorderradbremse wird vom Deutschen Verkehrssicherheitsrat aufgrund der Sturzgefahr nicht empfohlen.
Laufräder sind für Kinder ab einem Alter von etwa zwei bis zweieinhalb Jahren geeignet und werden meist bis einschließlich fünf Jahre genutzt.
Nach dem Prinzip der Kinderlaufräder wurden im frühen 21. Jahrhundert Laufräder für Erwachsene entwickelt, als „alternative Gehhilfe für Senioren“.